# Taye Taiwo
Taye Ismaila Taïwo (sinh ngày 16 tháng 4 năm 1985 tại Lagos, Nigeria) là cầu thủ bóng đá người Nigeria hiện đang chơi cho câu lạc bộ Lausanne ở vị trí hậu vệ trái. Anh nổi tiếng là cầu thủ khỏe, nhanh nhẹn, chuồi bóng tốt và có khả năng sút xa rất hay bằng chân trái. Trong trận bán kết cúp liên đoàn Pháp năm 2006 anh có một cú sút đạt tốc độ 130 km/h.  Anh đạt danh hiệu cầu thủ trẻ xuất sắc nhất châu Phi năm 2006.

## Sự nghiệp tại câu lạc bộ

### Olympique de Marseille
Taiwo được đưa về OM để thay vị trí của Bixente Lizarazu vừa chuyển sang Bayern Munich năm 2004. Từ đó trở đi anh là cầu thủ chính của OM ở vị trí hậu vệ trái, đã ghi khá nhiều bàn thắng từ những cú sút xa sấm sét hay từ quả đá phạt.

## Sự nghiệp tại đội tuyển
Taiwo là thành viên đội tuyển Nigeria tham dự giải vô địch bóng đá trẻ thế giới năm 2005, cùng đội nhà vào trận chung kết rồi thua Argentina 1-2, được bầu là cầu thủ xuất sắc thứ ba tại giải sau John Obi Mikel và Lionel Messi. Anh cũng có trong đội tuyển quốc gia Nigeria tham dự hai vòng chung kết giải vô địch châu Phi năm 2006 tại Ai Cập và năm 2008 tại Ghana.

## Thống kê sự nghiệp

### Bàn thắng quốc tế
Tính đến 15 tháng 11 năm 2014
| #  | Ngày                 | Địa điểm                                         | Đối thủ      | Bàn thắng | Kết quả | Giải đấu           |
| -- | -------------------- | ------------------------------------------------ | ------------ | --------- | ------- | ------------------ |
| 1. | 23 tháng 1 năm 2006  | Sân vận động Port Said, Port Said, Ai Cập        | Ghana        | 1–0       | 1–0     | CAN 2006           |
| 2. | 6 tháng 2 năm 2007   | Griffin Park, Luân Đôn, Anh                      | Ghana        | 1–3       | 1–4     | Giao hữu           |
| 3. | 17 tháng 6 năm 2007  | Sân vận động Tướng Seyni Kountché, Niamey, Niger | Niger        | 2–1       | 3–1     | Vòng loại CAN 2008 |
| 4. | 20 tháng 11 năm 2007 | Letzigrund, Zürich, Thụy Sĩ                      | Thụy Sĩ      | 1–0       | 1–0     | Giao hữu           |
| 5. | 9 tháng 2 năm 2011   | Sân vận động Teslim Balogun, Lagos, Nigeria      | Sierra Leone | 1–0       | 2–1     | Giao hữu           |